# Deinbollia pynaertii
Deinbollia pynaertii är en kinesträdsväxtart som beskrevs av De Wild.. Deinbollia pynaertii ingår i släktet Deinbollia och familjen kinesträdsväxter. Utöver nominatformen finns också underarten D. p. giorgii.